# Halldórsfell
Halldórsfell är en kulle i republiken Island. Den ligger i regionen Suðurland, 150 km öster om huvudstaden Reykjavík. Toppen på Halldórsfell är 875 meter över havet, eller 182 meter över den omgivande terrängen. Bredden vid basen är 0,98 km.
Trakten runt Halldórsfell är nära nog obefolkad, med mindre än två invånare per kvadratkilometer. Det finns inga samhällen i närheten. Trakten runt Halldórsfell består i huvudsak av gräsmarker.